# Chelín ugandés
El chelín ugandés es la moneda de Uganda. Un chelín equivale a 100 centavos, pero esta fracción no se utiliza debido a la inflación.
El chelín ugandés reemplazó al chelín de África Oriental en 1966 con el mismo valor. Se comenzó a usar un nuevo chelín debido a la inflación en 1987, con el valor de 100 antiguos chelines.
La moneda es ahora estable, y predomina en la mayoría de las transacciones financieras de Uganda, con un eficiente mercado de cambio[cita requerida]. El dólar estadounidense es también aceptado. También son utilizados la libra esterlina y el euro.

## Sistema monetario
Sistema monetario: 1 chelín = 100 centavos
| 1S - 1 chelín 2S - 2 chelines 5S - 5 chelines 10S - 10 chelines 50S - 50 chelines 100S - 100 chelines 200S - 200 chelines 500S - 500 chelines |

## Monedas

### En circulación
En 1987 se reemplazó al viejo chelín con uno nuevo a razón de 100:1, en aquel año se acuñaron monedas de 1, 2, 5 y 10 chelines.
Actualmente esas monedas son de curso legal pero su uso está prácticamente desaparecido debido a su escaso valor. En 1998 fueron puestas en circulación monedas de 50, 100, 200 y 500 chelines y en el año 2012 se introdujo la moneda bimetálica de 1000 chelines, dedicada al 50 aniversario de la independencia pero destinada a la circulación general. Estas son las características principales de las monedas actualmente en circulación:
| Denominación  | Circula desde | Metal              | Metal              | Forma       | Canto     | Anverso                                                    | Reverso          |
| Denominación  | Circula desde | Anillo             | Centro             | Forma       | Canto     | Anverso                                                    | Reverso          |
| ------------- | ------------- | ------------------ | ------------------ | ----------- | --------- | ---------------------------------------------------------- | ---------------- |
| 1000 chelines | 2012          | Cupro-Níquel       | Aluminio-bronce    | circular    | seguridad | ave y facial                                               | Escudo de Uganda |
| 500 chelines  | 1998          | Níquel-Latón       | Níquel-Latón       | circular    | estriado  | Balearica regulorum sobre valor facial y año de acuñación. | Escudo de Uganda |
| 200 chelines  | 1998          | Cupro-Níquel       | Cupro-Níquel       | circular    | liso      | Pez Tilapia sobre valor facial y año de acuñación.         | Escudo de Uganda |
| 100 chelines  | 1998          | Cupro-Níquel       | Cupro-Níquel       | circular    | estriado  | Ankole-Watusi sobre valor facial y año de acuñación.       | Escudo de Uganda |
| 50 chelines   | 1998          | Níquel sobre acero | Níquel sobre acero | circular    | liso      | antílope acuático sobre valor facial y año de acuñación.   | Escudo de Uganda |
| En desuso:    |               |                    |                    |             |           |                                                            |                  |
| 10 chelines   | 1987          | Acero Inoxidable   | Acero Inoxidable   | heptagonal  | liso      | facial y año                                               | Escudo de Uganda |
| 5 chelines    | 1987          | Acero Inoxidable   | Acero Inoxidable   | heptagonal  | liso      | facial y año                                               | Escudo de Uganda |
| 2 chelines    | 1987          | Cobre sobre acero  | Cobre sobre acero  | dodecagonal | liso      | facial y año                                               | Escudo de Uganda |
| 1 chelín      | 1987          | Cobre sobre acero  | Cobre sobre acero  | dodecagonal | liso      | facial y año                                               | Escudo de Uganda |

### Primera Serie
En 1966, fueron puestas en circulación las monedas en denominaciones de 5, 10, 20 y 50 cents, y 1 y 2 chelines. Las monedas de 5, 10 y 20 cents fueron acuñadas en Bronce, mientras que las mayores denominaciones fueron acuñadas en Cupro-Níquel. En 1972, monedas de Cupro-Níquel de 5 chelínes fueron emitidas, pero se retiraron de la circulación casi inmediatamente y fueron fundidas, por lo que son ahora muy raras. En 1976, el acero chapado en cobre sustituye bronce en las monedas de 5 y 10 céntimos y el acero chapado en cupro-níquel sustituye cupro-níquel en las de 50 centavos y 1 chelín.
| Denominación | Emisión | Metal        | Forma     |
| ------------ | ------- | ------------ | --------- |
| 5 Cents      | 1966    | Bronce       | Circular  |
| 10 Cents     | 1966    | Bronce       | Circular  |
| 20 Cents     | 1966    | Bronce       | Circular  |
| 50 Cents     | 1966    | Cupro-Níquel | Circular  |
| 1 Chelín     | 1966    | Cupro-Níquel | Circular  |
| 2 Chelines   | 1966    | Cupro-Níquel | Circular  |
| 5 Chelines   | 1972    | Cupro-Níquel | Sexagonal |

## Billetes

### Primera Serie
En 1966, el Banco de Uganda introdujo billetes en denominaciones de 5, 10, 20 y 100 chelines. En 1973, fueron puestos en circulación billetes de 50 chelines, luego se imprimieron y fueron puestos a circular billetes de 500 y 1.000 chelines en 1983 y billetes de 5.000 chelines en 1985.

### Segunda Serie
En 1987 fueron introducidos nuevos billetes, en reemplazo de la moneda anterior, con valores de 5, 10, 20, 50, 100 y 200 chelines. En 1991, se introdujeron billetes de 500 y 1.000 chelines, seguidos por billetes de 5.000 chelines en 1993, luego se imprimieron en 1998 billetes de 10.000 chelines, en 1999 fueron puestos en circulación los billetes de 20.000 chelines, y por último en el año 2003, se produjeron billetes de 50.000 chelines.
En 2005, el Banco de Uganda estaba barajando la posibilidad de sustituir los billetes de 1000 chelines con monedas, debido a su bajo valor. Los billetes de menor denominación tienen un duro mucho uso diario, por lo que están muy sucios y desintegrándose.
En 2019 el Banco de Uganda puso en circulación un nuevo billete de 2000 chelines.
Los billetes en circulación en Uganda corresponden a los siguientes valores:
- 1.000 Chelines
- 5.000 Chelines
- 2.000 Chelines
- 10.000 Chelines
- 20.000 Chelines
- 50.000 Chelines